# Trev Thoms
Trev Thoms také Judge Trev Thoms nebo Judge Trev (?-8. prosinec 2010) byl britský kytarista. V šedesátých a sedmdesátých letech 20. století hrál se skupinou Iron Maiden, která vydala pouze album Maiden Voyage. Dělal manažera při turné hudebníkům jako Black Sabbath, Saxon, Manowar nebo Yngwie Malmsteen. Thoms zemřel dne 8. prosince 2010 na rakovinu slinivky břišní.